# 阿仏尼本源氏物語
阿仏尼本源氏物語（あぶつにぼんげんじものがたり）とは、阿仏尼によって書写されたと伝えられている源氏物語の写本である。「阿仏尼筆源氏物語」、「伝阿仏尼筆源氏物語」などと呼ばれたり、それぞれの時代の所有者の名前から「紀州家本源氏物語」、「高木本源氏物語」、「東洋大学本源氏物語」等と呼ばれることもある。
源氏物語の本文を研究する上で非常に重要な写本でありながら、かつてわずかに調査されただけで行方不明になってしまったため「幻の写本」などとも呼ばれていた。現在そのうちの帚木1帖だけが東洋大学付属図書館に所蔵されており、「これほど数奇な運命をたどった伝本を知らない」などと言われている。

## 阿仏尼と源氏物語
阿仏尼とは、源氏物語の本文について青表紙本を定めた藤原定家の息子藤原為家の後妻であり、『うたたね』や『十六夜日記』などの作者としても知られる鎌倉時代の代表的な女性歌人・女性作家のひとりである。阿仏尼は為家の妻となって以後夫の為家とともに住んでいた邸宅においては「女主人」と呼ばれており、そこで為家が飛鳥井雅有らに源氏物語についての講釈などを行っており、その様子は飛鳥井雅有によって記された「嵯峨のかよひ」などに描かれている。夫の死後その財産相続をめぐる訴訟のために鎌倉へ赴いた際には河内学派（河内方）を打ち立てた源親行らと源氏物語の解釈などについて対等に議論を交わすなど、生前からその源氏物語に関する見識は尊重されていた。藤原定家の父藤原俊成から始まる御子左家、為家の子から始まる冷泉家において勅撰集などに歌を残した妻女は少なくないが、現在冷泉家において歴代の男性の当主と並んで遠忌が営まれている女性は阿仏尼ただひとりであるなど、現代でも冷泉家に係わる女性の中でも別格の扱いを受けている。
うたたねや十六夜日記などの阿仏尼の作品が源氏物語の影響を強く受けていることは古くから様々な点において指摘されており、阿仏尼自身もその娘紀内侍に送った「阿仏の文」の中でも優れた女房であることの条件に古今和歌集・新古今和歌集に通じるとともに「源氏物語に通じていること」をあげている。但しこの「阿仏の文」については原型は阿仏尼が作成したと見られるものの後世に手を加えられたものもあるらしく現在では内容の異なるいくつかの写本が存在しており、この記述の存在しない写本も存在する。そのためこの記述を阿仏尼自身が書いたのかどうかについては異論も存在する。

## 本写本の伝来
阿仏尼の手による源氏物語の写本が存在することは、古くは『紫明抄』・『原中最秘抄』らに触れられている。ただし、本写本の南北朝時代から室町時代にかけての所在は一切不明である。この写本が伏見宮家に伝えられていたことから、阿仏尼や飛鳥井雅有の時代に伏見天皇に献上されたか、ないしは、後に冷泉家、もしくは飛鳥井家からゆかりの伏見宮家に献上されのではないかとも考えられる。
本写本は江戸時代以来紀州徳川家のもとにあったため「紀州家本源氏物語」・「紀州徳川家旧蔵本源氏物語」等とも呼ばれていた。21世紀に入って本写本の現物に対する詳細な調査が行われるまでは、本写本は代表的な河内本とされている尾張徳川家に伝えられていた「尾州家河内本源氏物語」などと同様に、徳川家康からその死後御三家に譲り渡されたいわゆる「駿河御譲本」のひとつであると考えられていた。しかし本写本の上掛けの表書きによって本写本はもともと伏見宮家に伝来していたものであり、それが1657年（明暦3年）伏見宮貞清親王の娘安宮照子が紀州徳川家第二代藩主徳川光貞のもとに降嫁した際に嫁入り道具のひとつとして紀州徳川家に持参したものであることが明らかになった。
本写本は明治時代に入ってからは、紀州徳川家が東京麻布区飯倉に設けた南葵文庫の中に置かれ、研究者に対しても広く公開されていた。この時期（1926年（大正15年/昭和元年）とされる）に佐佐木信綱及び武田祐吉によって活字本に校異を書き込む形での調査が行われ、いわゆる「武田校合本」が作成されたと考えられる。山岸徳平はこの「武田校合本」を三谷栄一を介して借用したとされ、「山岸採録本」を作成したのち、これをもとにいくつかの研究を発表している。
関東大震災の後、南葵文庫の管理が困難になったこと等からこの時の当主である徳川頼倫によって、この文庫に含まれていたほとんどの書籍は東京帝国大学に寄託され、東京帝国大学図書館の南葵文庫に所属することになったが、本写本はその中に含まれていなかった。後に明らかになったところによると、本写本は当時この文庫の司書を務めていた文献学者の高木文の管理下にあり、数冊がサンプルとして、さる研究者（武田祐吉とされる）に貸与され、返却された後はこれらが高木の所蔵となっていた。そのため本写本は「高木本源氏物語」の名前で呼ばれることもある。この時、下記の売立に伴って帚木など数冊が高木の手元に残された可能性が高いとされる。
その前後、写本本体は、1927年（昭和2年）4月の紀州家所蔵品の一度目の売立の際、当時、横浜在住で、後に神戸オリエンタルホテルに長期間居住したことで知られる英国籍のインド人貿易商にして、和時計と蒔絵収集家のモーデ（Naoroji Hormusji Mody, 1873-1944. 「モディ」とも呼ばれる）の手に渡った。池田亀鑑は、モーデは写本そのものに興味があったのではなく、写本が入っていた箪笥箱に描かれた蒔絵に関心があったと記している。本写本がモーデの手にあった時期に、池田亀鑑はモーデに対して写本の調査を願い出たが、手紙を出しても返事も貰えずにいた。ようやく、1930年(昭和5年)に許可が得られ、松田武夫を伴って、大阪での平瀬本の調査の直後、その足で神戸に赴いて面会を求めたが、モーデの気紛れから、会うことも叶わず、結局「きわめて屈辱的な扱いを受けた上」に、調査することが出来なかったことを、後年、回想している。モーデは、戦時中、当局によって軟禁状態に置かれたまま、1944年（昭和19年）2月に死去した。池田亀鑑はこの写本について、「戦火を免れたのだろうか。いまどこにあるのだろうか。」と述べている。これに対して、山岸徳平はこの写本を「あるところから聞いた情報」として「大阪か神戸の住友銀行の倉庫にあるらしい」と述べていたが、以降のことは不明であった。最近、その後の詳細が久保木秀夫の調査によってようやく明らかとなった。久保木によると、1944年（昭和19年）2月のモーデの死去後、敵性資産として住友銀行が管理し、神戸市の森本倉庫に置かれていたが、1945年（昭和20年）の神戸大空襲で和時計などのコレクション共々灰燼に帰したであろうと推測している。一方、高木文が手元に残していたと見られる帚木など数冊は彼の蔵書共々散逸し、高木自身の消息も戦後は不明となってしまった。
この「幻の写本」は、戦後から1990年代に至るまで、武田祐吉、三谷栄一、室伏信助、伊藤鉃也といったさまざまな学者によって、長年この写本の行方を追い求める努力は続けられたが、その行方は明らかにはなっていなかった。2002年（平成14年）時点での伊藤鉃也による本文研究の論文にも「現在の所在は不明」との記述がある。
ところが、それより30年以上前、1966年（昭和41年）5月に開催された古書展に東京本郷の古書店「琳浪閣書店」が出品した帚木巻1帖のみの源氏物語の古写本を、当時、東洋大学教授であった吉田幸一が見出だし、東洋大学付属図書館が購入して、その所蔵とした。この「帚木巻1帖のみの源氏物語の古写本」こそが、高木文架蔵となって難を逃れた、「幻の写本」たる伝阿仏尼本の中の一冊であった。この写本が東洋大学の所蔵になって間もなく、かつて池田亀鑑門下生にして、源氏物語を中心とした中古文学の専門家であり、同大学の教授であった石田穣二による簡単な調査報告が行われていたものの、この報告が掲載されたのが「図書館ニュース」という基本的に東洋大学の学内でのみ配布されるだけの出版物であったことから「当時の学会の反応はほとんど無かった」という状況であって、一般の源氏物語の研究者にはこの後も永く知られないままであった。石田穣二は、時期を見て本写本の詳細な調査をするつもりであったらしく、その後明融本帚木巻の本文分析を行った論文を自身の論文集に収録した際に付記した後記に「なほ帚木の巻については、紀州徳川家旧蔵の伝阿仏尼筆本（鎌倉中期の古写本。東洋大学蔵）を調査する機会があった。純度の高い青表紙本で、本論の記述を補強すべき材料に富むが、この本の紹介は別の機会に譲りたい。」と述べている。しかし、石田穣二はその作業にとりかかることのないまま、1995年（平成7年）に東洋大学を退職し、2003年（平成15年）5月に死去してしまったため、本写本は、所蔵先からも、すっかり忘れ去られた存在になってしまっていたようである。
しかし、石田の著作の記述が発掘され、1990年代半ばになって東洋大学の所蔵する源氏物語の一写本が、世に言う伝阿仏尼筆本であろうことを前提とした学会報告が上原作和によってなされるなど、言わば「再発見」されて以降、ようやくこの写本に関する本格的な研究が始まったと言える。その後、浜橋顕一・大内英範・久保木秀夫らによって、本写本の伝来や本文についての極めて詳細な研究が行われるようになり、源氏物語諸本中、研究の進展が最も顕著な写本となった。
2008年（平成20年）、勉誠出版より、オールカラーの影印ならびに翻刻本が出版されている。

## 現状
現在、写本の現物自体は帚木巻1帖のみ東洋大学付属図書館にあることが明らかになっており、これについては2008年（平成20年）11月にオールカラーの精巧な影印・翻刻本も出版され、その全貌が公開された。また、2005年（平成17年）5月に刊行された『源氏物語別本集成 続 第1巻』にも「東洋大学本」としてその校異が収録されている。
現存する帚木巻は、縦15.3㎝、横15.6㎝の列帖装で、表紙は薄茶色に金銀泥により雲が描かれている。高木文の蔵書であったことを示す「賜架書屋蔵」の印が押され、包んでいた上掛け紙に『阿仏筆源氏物語／伏見宮安宮照子殿下明暦三年十一月廿六日／紀伊中納言光貞卿御降嫁之節御持込』と記されている。さらに、奥付があったとみられる箇所が切り取られている。
紀州徳川家が所蔵していた時点では54帖全て揃っていたが、現在、残りの53帖の存在は確認されていない。ただし、久保木秀夫の推定する、高木文が手元に残していた高木本数帖が現存する可能性はある。
また武田祐吉らが戦前に写本を調査した際、金子元臣『定本源氏物語新解』に主要な校異を写し取った「武田校合本」が知られる(現在、所在は不明)。ただし、同校合本を室伏信助が写し取った「室伏校合本」が、桐壺1帖のみ現存し、伊藤鉃也がこれに基づく本文分析を行っている。
この他に山岸徳平が、「武田校合本」を三谷栄一によって転写させた「山岸採録本」(現在、所在不明)を作成しており、これに基づいて自身の論文や、自身が編集に携わった、島津久基『対訳源氏物語講話』第2巻、矢島書房、1946年、『日本古典文学大系源氏物語』岩波書店、1958年、において、若干の異文を明らかにしている。ちなみに、東洋大学蔵帚木巻本文は、山岸採録本文全12例中、11例が一致する。

## 本文の評価
池田亀鑑は、「この古写本は、鎌倉時代の学者や歌人達が分担して書いたもので、非常にめずらしい本文系統のものであった」、「大和大沢家や紀州徳川家に伝わった写本のごときは、多数の『別本』を交えた鎌倉期の取合せ本であったが、今その行方を知らない」と記している。
「武田校合本」を三谷栄一によって転写させた「山岸採録本」によって本写本の本文を調査した山岸徳平は、「青表紙本に甚だ近い」が「青表紙本、河内本のいずれにも属さない」として陽明文庫本と並ぶ代表的な別本の一つに挙げていた。しかしこのとき山岸が比較の対象とした「青表紙本」とは、純粋な青表紙本ではなく河内本や別本からの本文の混入が見られる江戸時代の版本である湖月抄であるなど、現在の研究水準から見るとそのまま採用するには問題のある内容ではある。
同じ「武田校合本」から作成された「室伏校合本」に基づいて桐壺帖の本文分析を行った伊藤鉃也は、この伝阿仏尼筆本の本文の中に陽明文庫本の独自異文に近いものがいくつか含まれていることを確認しており、「青表紙本、河内本はもとより国冬本、阿里莫本、麦生本、御物本といったどの主要な古伝本系の別本と比べても陽明文庫本に近い」としている。
これに対し東洋大学の所蔵となった帚木巻を調査した石田穣二は、本写本を紹介したレポートの中でその本文を「極めて純度の高い青表紙本である」と評価している。
さらに上原作和は、東洋大学所蔵の帚木巻1帖のみの分析結果ではあるが、本写本を「明融臨模本よりもさらに純度の高い青表紙本原本に近い写本であり、これと比べると源氏物語大成以来青表紙本系統の写本の中で最善本であるとして底本に使われることの多い大島本などは精度の低い原本から離れた写本に過ぎない。」と評価している。

## 翻刻本
- 河地修・古田正幸解説翻刻『阿仏尼本はゝき木』勉誠出版、2008年（平成20年）11月。ISBN 978-4-585-03214-4